# نیروی زمینی سلطنتی اردن
نیروی زمینی سلطنتی اردن (به عربی: القوّات البریة الاردنیّة) بخش نیروی زمینی نیروهای مسلح اردن است که سال ۱۹۲۰ تأسیس شد.